# Baltic (Schiff, 1871)
Die Baltic (I) war ein 1871 in Dienst gestelltes Passagierschiff der britischen Reederei White Star Line, das für den transatlantischen Passagierverkehr zwischen Liverpool und New York gebaut wurde. Die Baltic war von 1873 bis 1875 das schnellste Schiff auf dem Nordatlantik und somit eine Trägerin des begehrten Blauen Bands. 1888 wurde das Schiff verkauft und 1898 sank es nach der Kollision mit einem Schiffswrack.

## Das Schiff

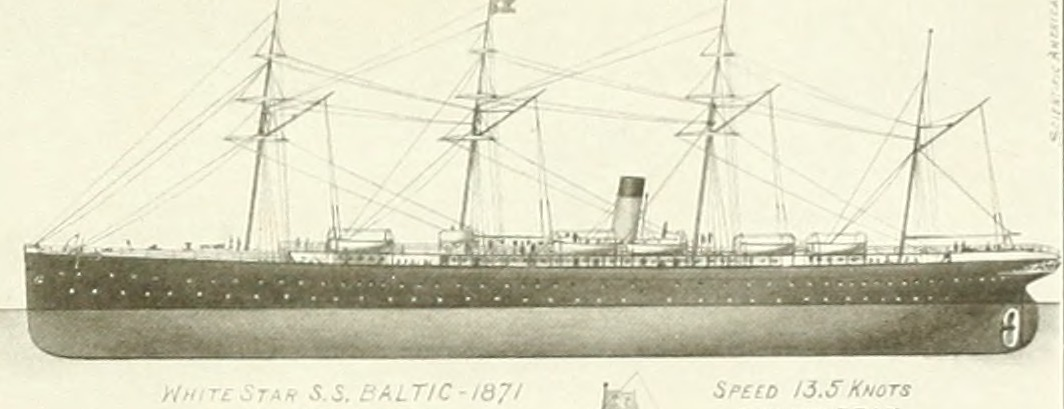
Illustration der Baltic (1903)

Das 3.707 BRT große Dampfschiff Baltic wurde bei Harland & Wolff im nordirischen Belfast gebaut und lief am 8. März 1871 als Pacific vom Stapel. Zur Namensänderung kam es durch Pressestimmen kurz nach dem Stapellauf, die auf die 1856 gesunkene Pacific der Collins Line hinwiesen. Um eine Verbindung mit diesem Schiff zu vermeiden, entschied sich die White Star Line noch vor Fertigstellung für den neuen Namen Baltic.
Das 128,01 Meter lange und 12,46 Meter breite, aus Eisen gebaute Passagier- und Postschiff war das dritte von vier Schwesterschiffen, mit der die 1869 von Thomas Ismay gegründete White Star Line ihren Passagier- und Postverkehr zwischen Großbritannien und Nordamerika eröffnete. Die Baltic wurde wie ihre Schwesterschiffe von einer Kombination aus Dampf- und Segelkraft angetrieben. Sie hatte einen Schornstein, eine Einzelschraube und vier Masten mit voller Takelage. Die Höchstgeschwindigkeit lag bei 14 Knoten.
Die Schwesterschiffe der Baltic waren die Oceanic (I) (1871), die Atlantic (1871) und die Republic (I) (1872). Alle vier Schiffe entstanden bei Harland & Wolff und wurden zwischen Juni 1871 und Februar 1872 in Dienst gestellt. Alle konnten je 166 Passagiere Erster Klasse und 1.000 Passagier Dritter Klasse in geräumigen und komfortablen Kabinen befördern.
Am 2. September 1871 wurde das Schiff fertiggestellt und am 14. September 1871 legte es unter dem Namen Baltic in Liverpool zu seiner Jungfernfahrt über Queenstown nach New York ab. Im Januar 1873 stellte die Baltic auf der Strecke von New York nach Queenstown einen Rekord auf, indem sie die Überfahrt in 7 Tagen, 20 Stunden und 9 Minuten bei einer Durchschnittsgeschwindigkeit von 15,09 Knoten zurücklegte. Bis 1883 war die Baltic für die White Star Line auf der Nordatlantikroute. In den Jahren 1885 bis 1887 wurde sie an die Inman Line verchartert.
Am 5. Mai 1888 lief sie zu ihrer letzten Fahrt von Liverpool nach New York-Route aus. Danach wurde sie an die Holland-America Line verkauft und in Veendam (II) umbenannt. Der Dampfer wurde mit neuen Passagierunterkünften für 150 Passagiere Erster Klasse und 800 Dritter Klasse ausgestattet. Am 3. November 1888 lief die Veendam zu ihrer ersten Fahrt von Rotterdam nach New York aus.
Am 6. Februar 1898 rammte das Schiff (Kapitän Stenger) mit 85 Besatzungsmitgliedern und 732 Passagieren an Bord ein Schiffswrack. Passagiere und Besatzung wurden auf den 11.629 BRT großen Dampfer St. Louis (Kapitän William Randle) der American Line transferiert. Nachdem dies abgeschlossen war, wurde die Veendam von Kapitän Stenger in Brand gesteckt, um sicherzustellen, dass sie sinken und kein Hindernis für andere Schiffe sein würde. Sie sank am 7. Februar. Es gab keine Todesopfer zu beklagen.